# Le Petit Nicolas (série télévisée d'animation)
Pour les articles homonymes, voir Le Petit Nicolas (homonymie).
Le Petit Nicolas : Tous en vacances
Le Petit Nicolas est une série télévisée d'animation 3D française en 104 épisodes de 12 minutes entrecoupé de deux saisons de 52 épisodes chacune. Cette série d'animation est créée d'après le personnage éponyme de René Goscinny et Jean-Jacques Sempé, réalisée par Arnaud Bouron, et diffusée à partir du 13 septembre 2009 à 2011 sur M6 dans l'émission M6 Kid et rediffusée sur Disney Junior, Disney Channel et 6ter dans l'émission Trop Toon.
Au Québec, la série a été diffusée à partir du 11 décembre 2010 sur Télé-Québec et Unis, et le 1er juillet 2011 sur Yoopa.

## Synopsis
Cette série met en scène les aventures de Nicolas et de ses camarades d'école.

## Fiche technique
- Réalisation : Arnaud Bouron
- Production : Natalie Altmann, Aton Soumache, Alexis Vonarb, Lillian Eche & Tapaas Chakravarti
- Studio d'animation : 2d3D Animations
- Bible Littéraire : Alexandre de la Patellière, Matthieu Delaporte et Cédric Pilot
- Bible Graphique : Pascal Valdès
- Direction d'Écriture : Olivier & Hervé Pérouze
- Musique Originale : Alexandre Azaria

## Voix françaises
- Valentin Maupin (saison 1) puis Tom Trouffier (saison 2) : Nicolas
- Robin Trouffier (saison 1) puis Jérémy Berguig (saison 2) : Alceste
- Clara Do Espirito : Louisette
- Sauvane Delanoë : Clotaire, Joachim, interprète du générique
- Céline Ronté : Eudes et Rufus
- Fily Keita : Geoffroy, Maixent et Marie-Edwige Courteplaque
- Hervé Rey : Agnan et Georges
- Laurence Dourlens : la maman de Nicolas
- Bruno Magne : le papa de Nicolas, le directeur, M. Escarbille
- Marie-Eugénie Maréchal : la maîtresse
- Xavier Fagnon : M. Dubon dit "Le Bouillon", M. Moucheboume
- Marc Pérez : M. Blédurt, M. Compani
- Barbara Beretta : la fleuriste, la maman de Louisette
- Pascal Casanova : le père de Rufus, le père d'Eudes, un des messieurs de la radio
- Paolo Domingo : M. Mouchabière, Antoine
- Anne Mathot : Mme Chouquette et la mère de Marie-Edwige
- Jackie Berger : les cousins Roch et Lambert
- Michel Mella : Tonton Eugène
- Dorothée Pousséo : Brigitte
- Sylvie Genty : Mémé

### Personnages principaux
- Nicolas
- Alceste
- Louisette
- Clotaire
- Eudes
- Geoffroy
- Agnan
- Rufus
- Maixent
- Joachim
- La maman de Nicolas
- Le papa de Nicolas
- La maîtresse
- Le Bouillon
- Monsieur Blédurt
- Le directeur
- Marie-Edwige
- La maman de Marie-Edwige

### Personnages secondaires
- Madame Blédurt
- Monsieur Escarbille
- Le papa de Rufus (agent de police)
- Le papa d'Eudes
- Le papa d'Alceste
- La maman d'Alceste
- Monsieur Mouchabière
- Le photographe
- Madame Chouquette
- Le docteur
- La fleuriste
- Monsieur Compani
- Mémé
- Tonton Eugène
- La maman de Louisette
- La maman de Agnan
- Le chauffeur de Geoffroy
- La remplaçante
- La cantinière
- La vendeuse du cinérama
- Le vendeur de place du cinérama
- Les animateurs de radio
- Le monsieur des travaux
- Georges "Jojo" le correspondant britannique
- Roch et Lambert, les cousins
- Brigitte et son compagnon

## Épisodes

### Première saison (2009-2011)
1. Le cadeau empoisonné / Je fréquente Agnan
2. Le vélo (ex Les parents se la jouent) / Je quitte la maison
3. Louisette / Le chouette bouquet
4. Djodjo / Je suis malade
5. La guerre des chouchous / Le football
6. L'anniversaire de Marie-Edwige / King
7. Marie-Edwige / À la bonne franquette
8. On a fait un journal / La tombola
9. Un souvenir qu'on va chérir / Les échecs
10. Le message secret / La montre
11. La visite de mémé / La lampe de poche
12. Le musée de peintures / À la récré on se bat
13. La craie / On a répété pour le ministre
14. La leçon de choses / Les campeurs
15. Les jumelles / La leçon de code
16. La nouvelle / Maixent le magicien
17. La composition d'arithmétique / La quarantaine
18. Nicolas fait de l'ordre / On a parlé dans la radio
19. Pan / Rex
20. Excuses / On me garde
21. Le nez de tonton Eugène / On a bien rigolé
22. La trompette / Le château fort
23. Les athlètes / Le porte-monnaie
24. Les patins / On tourne
25. Nicolas fait des courses / Chantal
26. Le pari d'Alceste / La voiture

### Deuxième saison (2011-2012)
La deuxième saison est diffusée depuis le 1er septembre 2011 sur M6 Kid.
1. La minuterie / Ça y est, on l'a
2. Tuuuuut ! / La rédaction
3. Allô ! / Bonbon
4. Les filles / Le vase rose
5. Le dentiste / Le drapeau
6. Au chocolat et à la fraise / Les chausettes vertes
7. Monsieur Mouchabière nous surveille / La roulette
8. En forme / Le Noël de Nicolas
9. Noël c'est chouette / Notre maison !
10. La récompense / La dent
11. Nuit blanche / Les friandises
12. Philatélie / Nicolas et Blédurt
13. Le tour de magie / Les mousquetaires
14. Nos papas sont copains / Le puzzle
15. Je suis le meilleur / Le match
16. Signe de piste / Les bateaux
17. L'appareil photo / La cantine
18. Ce que nous ferons plus tard / Les récrés
19. Le chocolat / On a fait les courses avec papa
20. Les peintres / Le ballon de rugby
21. Les petites voitures / Tout seuls !
22. Le pique-nique / Les jumeaux
23. Le Bouillon / Le docteur
24. On se parfume / L'ouvrier
25. La tarte aux pommes / Le cadeau
26. Clotaire déménage / Le Petit Poucet

## Anachronismes
- Si vous ne connaissez pas le sujet, laissez ce bandeau (vous pouvez alors contacter les auteurs).
- Si vous supprimez le contenu mis en cause (vous pouvez préalablement contacter les auteurs),

argumentez précisément cette suppression dans la page de discussion
(un manque de référence n'est pas un argument ; une recherche réelle de référence doit avoir été effectuée, être formellement documentée).
La série présente quelques anachronismes par rapport à la narration de départ. L'action se passe fin des années 1950 - début des années 1960 (les textes originaux de René Goscinny sont parus entre 1956 et 1965), mais quelques anachronismes sont présents :
1. Dans l'épisode L'Ouvrier, les barrières délimitant la zone de chantier dans l'école sont trop modernes pour l'époque.
2. Les enfants font du vélo avec un casque de cycliste sur la tête ; ce n'était pas le cas à l'époque.
3. Les voitures utilisées par les parents des enfants (une Citroën DS pour le père de Geoffroy, une Renault 4CV pour le père de Nicolas) sont munies de ceintures de sécurité, ce qui n'a jamais été le cas pour ces modèles d'automobiles.

On peut penser que les deux derniers anachronismes sont 'voulus' par les auteurs de la série, de manière à familiariser les enfants avec des comportements sécuritaires (porter un casque et boucler sa ceinture).

## Jeu vidéo
Un jeu vidéo basé sur la série animée, intitulé Le Petit Nicolas : La Grande Course, a été développé et édité par Bulkypix sur smartphones et tablettes iOS / Android en 2013.

## Récompenses
- 2010 : Laurier de la jeunesse décerné par le Club de l’Audiovisuel de Paris[2]
- 2011 : Prix spécial du jury catégorie série TV au Festival international du film d'animation d'Annecy pour l’épisode : “À la récré on se bat”[3].